# Țepu
Țepu es una comuna ubicada en el distrito de Galați, Rumania.

## Superficie
Posee una superficie de 34,66 kilómetros cuadrados.

## Demografía
Hasta 2021 la población era de 2189 habitantes, con una densidad de población de 63,16 habitantes por kilómetro cuadrado.